# Canavalia nualoloensis
Canavalia nualoloensis är en ärtväxtart som beskrevs av St.John. Canavalia nualoloensis ingår i släktet Canavalia och familjen ärtväxter. Inga underarter finns listade i Catalogue of Life.